# Haus Hilmecke
Haus Hilmecke ist ein Ortsteil der Stadt Lennestadt im Kreis Olpe in Nordrhein-Westfalen.

## Lage
Haus Hilmecke liegt nahe dem Abschnitt der Bundesstraße 236, der von Altenhundem nach Schmallenberg führt. Nachbarorte an der Bundesstraße sind Saalhausen und Fleckenberg.

## Ort
Der kleine Ort zählte Ende Juni 2020 vier Einwohner. Er wird geprägt durch ein Ferienhotel mit Gartenwirtschaft und umfangreichen Außenanlagen. Das Stammhaus wurde im Jahr 1870 errichtet; erste Feriengäste wurden 1924 aufgenommen.
Für Freizeitaktivitäten bietet sich die 154 km lange Wanderstrecke Rothaarsteig an; er ist auch bekannt als „Weg der Sinne“ und erstreckt sich von Brilon bis Dillenburg. Ein Teilabschnitt verläuft nahe Haus Hilmecke unterhalb des Kamms des Rothaargebirges. Daneben sind am Ort zahlreiche Wanderwege gekennzeichnet. Für Radwanderer ist der entlang der Bundesstraße 236 vorbeiführende SauerlandRadring besonders attraktiv. Er umfasst 84 km und verbindet u. a. die Orte Schmallenberg mit Fredeburg, Eslohe, Fretter, Frielentrop, Altenhundem, Kickenbach, Saalhausen und Schmallenberg. Teilweise führt der Weg über stillgelegte alte Bahntrassen. Für lohnende Freizeitaktivitäten eignet sich der Besuch der im Rahmen der Maßnahme talVital im Sommer 2015 vergrößerte und verschönerte Kurpark. Überregional bekannt sind der Wildpark-Sauerland und das Elspe-Festival mit den jährlichen Karl-May-Aufführungen.